# Bryter Layter
Bryter Layter je druhé studiové album britského písničkáře Nicka Drakea. Jeho nahrávání probíhalo v londýnském studiu Sound Techniques za produkce Joea Boyda. Album bylo vydáno 1. listopadu 1970 prostřednictvím vydavatelství Island Records.

## Seznam skladeb
Autorem všech skladeb je Nick Drake.
| Strana 1 (LP) | Strana 1 (LP)                | Strana 1 (LP) |
| Pořadí        | Název                        | Délka         |
| ------------- | ---------------------------- | ------------- |
| 1.            | Introduction                 | 1:33          |
| 2.            | Hazey Jane II                | 3:46          |
| 3.            | At the Chime of a City Clock | 4:47          |
| 4.            | One of These Things First    | 4:52          |
| 5.            | Hazey Jane I                 | 4:31          |

| Strana 2 (LP)  | Strana 2 (LP)  | Strana 2 (LP) |
| Pořadí         | Název          | Délka         |
| -------------- | -------------- | ------------- |
| 1.             | Bryter Layter  | 3:24          |
| 2.             | Fly            | 3:00          |
| 3.             | Poor Boy       | 6:09          |
| 4.             | Northern Sky   | 3:47          |
| 5.             | Sunday         | 3:42          |
| Celková délka: | Celková délka: | 39:09         |

## Obsazení
- Nick Drake – kytara, zpěv
- John Cale – viola, cembalo, celesta, klavír, varhany
- Dave Pegg – baskytara
- Dave Mattacks – bicí
- Richard Thompson – sólová kytara
- Ray Warleigh – altsaxofon
- Mike Kowalski – bicí
- Paul Harris – klavír
- Ed Carter – baskytara
- Lyn Dobson – flétna
- Chris McGregor – klavír
- P. P. Arnold – vokály v pozadí
- Doris Troy – vokály v pozadí
- Robert Kirby – aranže smyčců, aranže žesťových nástrojů